# Barbican Estate

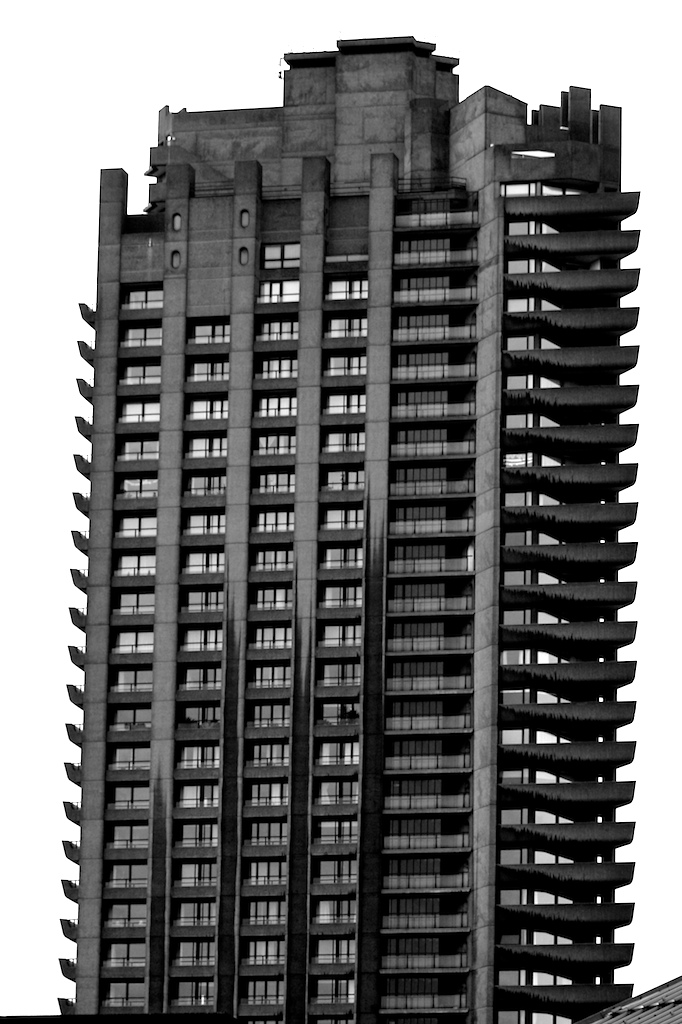
La torre Shakespeare, una de les 3 torres residencials.

Barbican Estate és un complex d'edificis residencials construïts durant els 1960 i 1970 en el districte de Ciutat de Londres (la City) del Gran Londres, Anglaterra (Regne Unit), en una àrea devastada durant els bombardeixos de la Segons Guerra Mundial i avui, densament ocupada per institucions financeres. Conté, o és al costat de, el Barbican Arts Centre, el Museu de Londres, el Guildhal School of Music and Drama, la llibreria pública Barbican, la City of London School for Girls i un YMCA (ara tancat), formant el Barbican Complex.
El Barbican Estate és un exemple promoninent d'arquitectura brutalística Britànica i és un edifici llistat amb Grade II (Grade II listed) amb l'excepció de l'antic Milton Court. Milton Court contenia una estació de bombers, dependències mèdiques, i alguns apartaments i va ser demolit per permetre la contrstrucció d'un nou complex d'apartaments que també conté dependències addicionals per la Guildhall School of Music and Drama.

## Imatges
|  |  |  |
|  |  |  |
|  |  |  |
|  |  |  |